# Nikolaus Franz Leonhard Pacassi

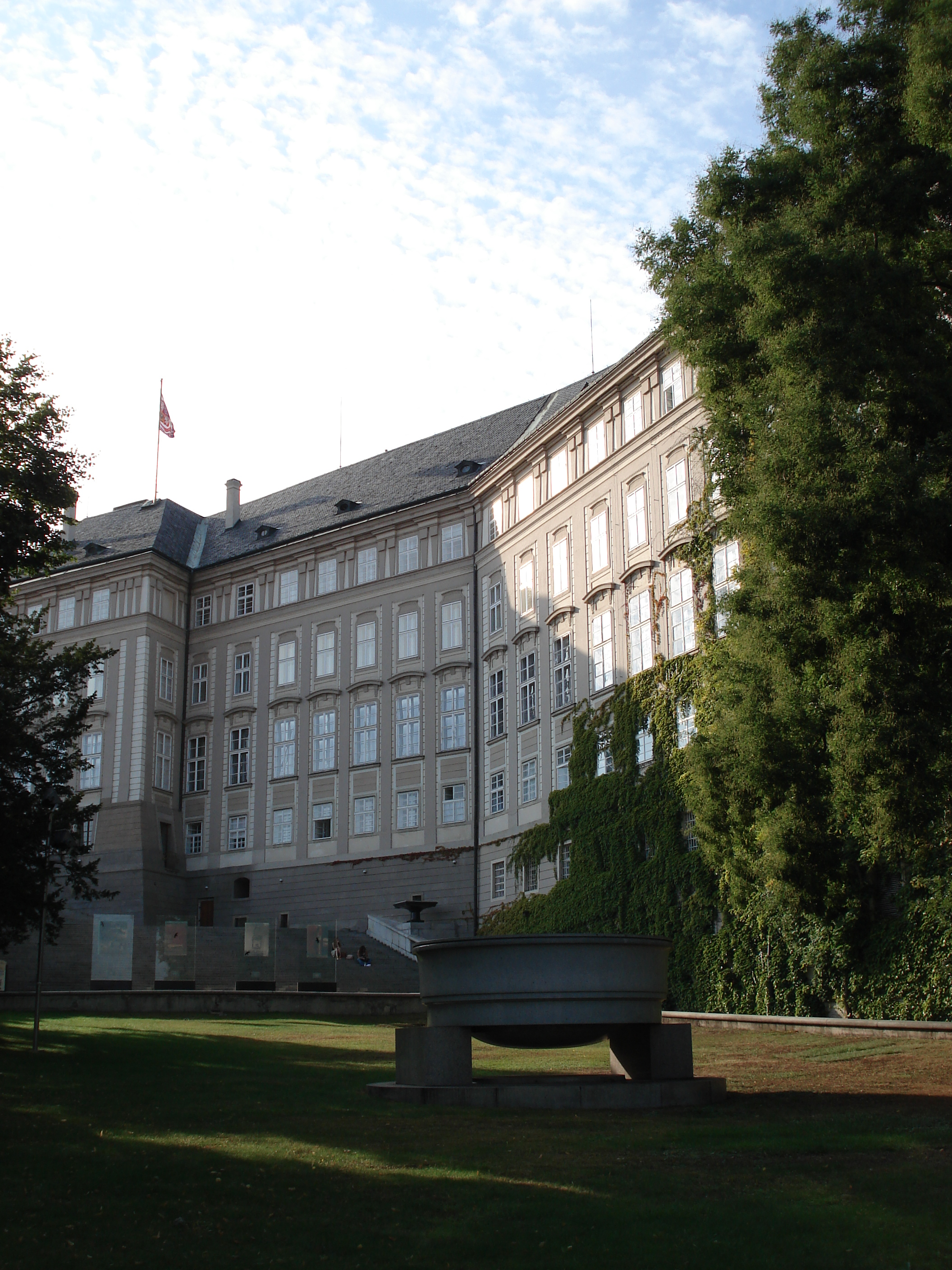
A prágai vár Pacassi által kialakított déli homlokzata

Nikolaus Franz Leonhard Pacassi vagy röviden Nikolaus Pacassi (olaszosan Nicolò Pacazzi; Bécsújhely, 1716. március 5. – Bécs, 1790. november 11.) olasz származású osztrák építőmester, építész. Mária Terézia udvari építésze, számos nagyszabású építési munkálat irányítója, kisebb rokokó és kora klasszicista épületek és épületrészek tervezője.

## Élete
Olasz kőfaragó- és építészcsaládból származott. Apja, Paolo Stefano Pacassi kőfaragó Goriziából települt át Bécsbe, ahol feleségül vette a helybéli Barbara Hallert.
Nicolò a képzőművészeti akadémia elvégzése után 1743-ban nevezték ki udvari építésszé.
1743-ban kapott megbízást a schönbrunni kastély átépítésének vezetésére, amit 1749-ben fejezett be. 1753-ban Mária Terézia udvari építésszé nevezte ki, ami után sorra kapta a megbízásokat.
1753-ban Jean Nicolas Jadot de Ville-Issey utódaként a császárnő udvari építőirodájának vezetőjévé nevezték ki. A császári család öt kastélyát építette vagy alakította újjá.
1756-tól építészetet tanított a  a római Szent Lukács Akadémián.
Érdemei elismeréseképpen:
- 1764-ben a királynő lovaggá (Ritter) ütötte,
- 1769-ben báróvá (Freiherr) emelte.

1768-ban lett a Bécsi Képzőművészeti Akadémia tagja.

## Munkássága
Munkáit a homlokzatok uniformizálása jellemezte.
Építőmesterként és építészként is kiválót alkotott:
- ő tervezte a prágai vár
  - főlépcsőházát és
  - Szent Kereszt-kápolnáját (1753)
  - építette át az Új királyi palotában a Spanyol termet (1748–1749),[1]
  - építette meg a Pacassi-lépcsőnek (csehül: 'Pacassiho schodiště') nevezett díszlépcsőt a Mátyás-kaputól délre;
- építette meg a laxenburgi kastélyszínházat (1753),
- építette át a budai várat (1753–1765),
- bővítette a pozsonyi vár (1761–1766),
- újította fel a leégett Kärntnertortheatert (1763),
- bővítette a bécsi Hofburgot (1767–1773).
- tervezte és építette klagenfurtban a püspöki rezidenciát (1769–1776),
- tervezte és építette a bécsi Hofburg Vigadó-szárnyának (Redoutensaaltrakt)  homlokzatát 1773).